# Jezioro Orawskie
Jezioro Orawskie, Zbiornik Orawski (słow. Vodná nádrž Orava) – zbiornik zaporowy znajdujący się na Orawie w północnej Słowacji. Powstał po przegrodzeniu rzeki Orawy Zaporą Orawską. Jest to największy powierzchniowo i co do objętości sztuczny zbiornik wodny Słowacji. Jezioro leży w regionie geograficznym Kotliny Orawskiej, obecnie u zbiegu rzek Czarnej i Białej Orawy. Uchodzą do niego także potoki: Półgórzanka, Jeleśnia, Chyżny oraz wiele pomniejszych. Powierzchnia zlewni powyżej zapory wynosi 1181,7 km². Kilka kilometrów na południe, w dole Orawy, towarzyszy mu mały zbiornik wyrównawczy Tvrdošin.

## Dzieje budowy
Budowa geologiczna dorzecza górnej Orawy (flisz karpacki z warstwami nieprzepuszczalnych łupków, słabo akumulujący wodę) wpływa na przyspieszony spływ wód z gór do dolin i w konsekwencji – na katastrofalne wezbrania Orawy i Wagu po każdych intensywniejszych opadach. Pomysły budowy zapory i zbiornika na Orawie, które miałyby temu zapobiec, datują się od XVIII w. Pierwszy model drewnianej zapory z 1730 r. zachował się do dziś i jest przechowywany w muzeum na Zamku Orawskim. Pierwszy projekt budowy zapory betonowej, na terenie dawnej wsi Ujście nad Orawą (obecnie zalana wodami zapory) powstał w 1870 r., nie został jednak zrealizowany, podobnie jak kilka następnych. Najśmielszy projekt, z 1918 r., zakładał, że maksymalny poziom lustra wody w zbiorniku wyniesie 613 m n.p.m. (dziś: 602,4 m n.p.m.).
Dopiero w 1937 r. czechosłowackie Ministerstwo Robót Publicznych zdecydowało o budowie. Ostateczny projekt opracowała szwajcarska firma „Swissboring” w latach 1940–1941. Prace przy badaniach geologicznych w rejonie przyszłej zapory rozpoczęto 24 lipca 1941 r., a samą budowę zaczęto 11 października tegoż roku. Po pokonaniu szeregu trudności wynikających z budowy geologicznej i tektoniki terenu, 1 grudnia 1943 r. rozpoczęło się betonowanie muru zapory. Po przerwie pod koniec II wojny światowej, w latach 1945–1948 przeprowadzono nowe badania i na ich podstawie w latach 1949–1951 opracowano nowy projekt zapory. Prace budowlane szły wolno, wstrzymywane przez kolejne powodzie, które zatapiały już wykonane wykopy i maszyny. Napełnianie zbiornika rozpoczęto w 1954 r., a 2 maja 1953 r. uruchomiona została pierwsza turbina zainstalowanej w zaporze hydroelektrowni. Ukończenie budowy miało miejsce w 1954 r.

## Wpływ na okolicę
Wodami zbiornika zostały zalane wsie: Hamry (słow. Oravské Hámre), Ławków (słow. Ľavkov), Osada, Słanica (słow. Slanica) i Ujście nad Orawą (dziś Ústie nad Priehradou – włączone do Trzciany), część wsi Bobrów (słow. Bobrov) oraz większa część (w tym zabytkowe centrum) Namiestowa. Ponad wodą pozostały dwa niewielkie wzniesienia, należące niegdyś do Słanicy – dziś wyspy: Slanický ostrov z kościołem pw. Podwyższenia Świętego Krzyża z XVIII w. oraz Vtáči ostrov. Po napełnieniu jeziora okazała się konieczna zmiana przebiegu granicy polsko-słowackiej, tak, by całe jezioro pozostało po stronie słowackiej. Obecnie granica na krótkim odcinku przebiega północnym brzegiem jeziora. Wyparowanie wody z jeziora przy temperaturze powietrza 30 °C wynosi 24 m³ dziennie.

## Znaczenie rekreacyjno-sportowe
Poza tym, że Jezioro Orawskie pełni funkcję przeciwpowodziową i retencyjną, duże znaczenie ma także funkcja rekreacyjno-sportowa zbiornika. Obiekty tego typu koncentrują się głównie na jego południowo-zachodnim brzegu: znajduje się tu kilka ośrodków rekreacyjnych, camping, przystanie itp. Pierwszym obiektem był hotel „Priehrada”, nieznacznie przebudowany hotel robotniczy budowniczych zapory. W następnych latach centrum turystyczne przesunęło się w rejon dzisiejszej Przystani (słow. Prístav), gdzie w 1957 r. otwarto restaurację „Kotva”, rozbudowaną następnie w roku 1968. W 1962 r. oddano do użytku hotel „Goral”, a w 1963 r. restaurację „Dancing”. W 1965 r. uruchomiono ośrodek campingowy „Pláž-junior”.
Drugi ośrodek rekreacyjny zaczął się formować nieco dalej na północ, w rejonie Slanickej osady, gdzie w 1957 r. powstał pierwszy ośrodek sportów wodnych. W 1959 r. wybudowano tu restaurację z kawiarnią i schronisko turystyczne. W 1963 r. otwarto hotel „Slanica”, w 1965 uruchomiono restaurację „Salaš Orava” z kuchnią regionalną, a w 1968 r. duży „Športhotel Lodenica”. Wybudowano molo i pochylnię do slipowania łodzi oraz obiekty zaplecza żeglarskiego. Urządzono plaże, parkingi i pola namiotowe, a w 1983 r. oddano do użytku autocamping.
W 1957 roku na zbiorniku miały miejsce pierwsze mistrzostwa Republiki Słowackiej w żeglarstwie, a w 1968 roku wraz z kolejnymi mistrzostwami odbyła się I. Interregata ČSSR. W 1970 r. zorganizowano tu IV. mistrzostwa żeglarskie Europy juniorów w olimpijskiej klasie finn. W następnych latach miał tu miejsce szereg kolejnych imprez jachtowych; żeglarzom sprzyjają tu zwłaszcza dość regularnie wiejące wiatry.

## Znaczenie energetyczne
Odpływ wody ze zbiornika (średnia roczna z lat 1961–2000: 18,2 m³/s) służy również do napędzania dwóch turbin wodnych Kaplana o łącznej mocy 21,75 MW. Pracują one przy spadku wody od H = 9,9 m do H = 28,0 m i przepływie nominalnym Q = 2 x 50 = 100 m³/s. Hydroelektrownia ta produkuje rocznie średnio 31 GWh energii elektrycznej. Maksymalna produkcja, wynosząca 44,25 GWh, została zrealizowana w 1974 r. Łącznie, od początku eksploatacji do końca 2021 r. elektrownia wyprodukowała (nie licząc produkcji elektrowni przy zaporze Twardoszyn) 1999 GWh energii.

## Znaczenie przyrodnicze
Przylegające do jeziora tereny stanowią ważną ostoję ptactwa, dla którego ustanowiono kilka obszarów chronionych: Obszary Natura 2000 Horná Orava, Jelešňa, Rašeliniská Oravskej kotliny, Zimník, Oravská vodná nádrž.

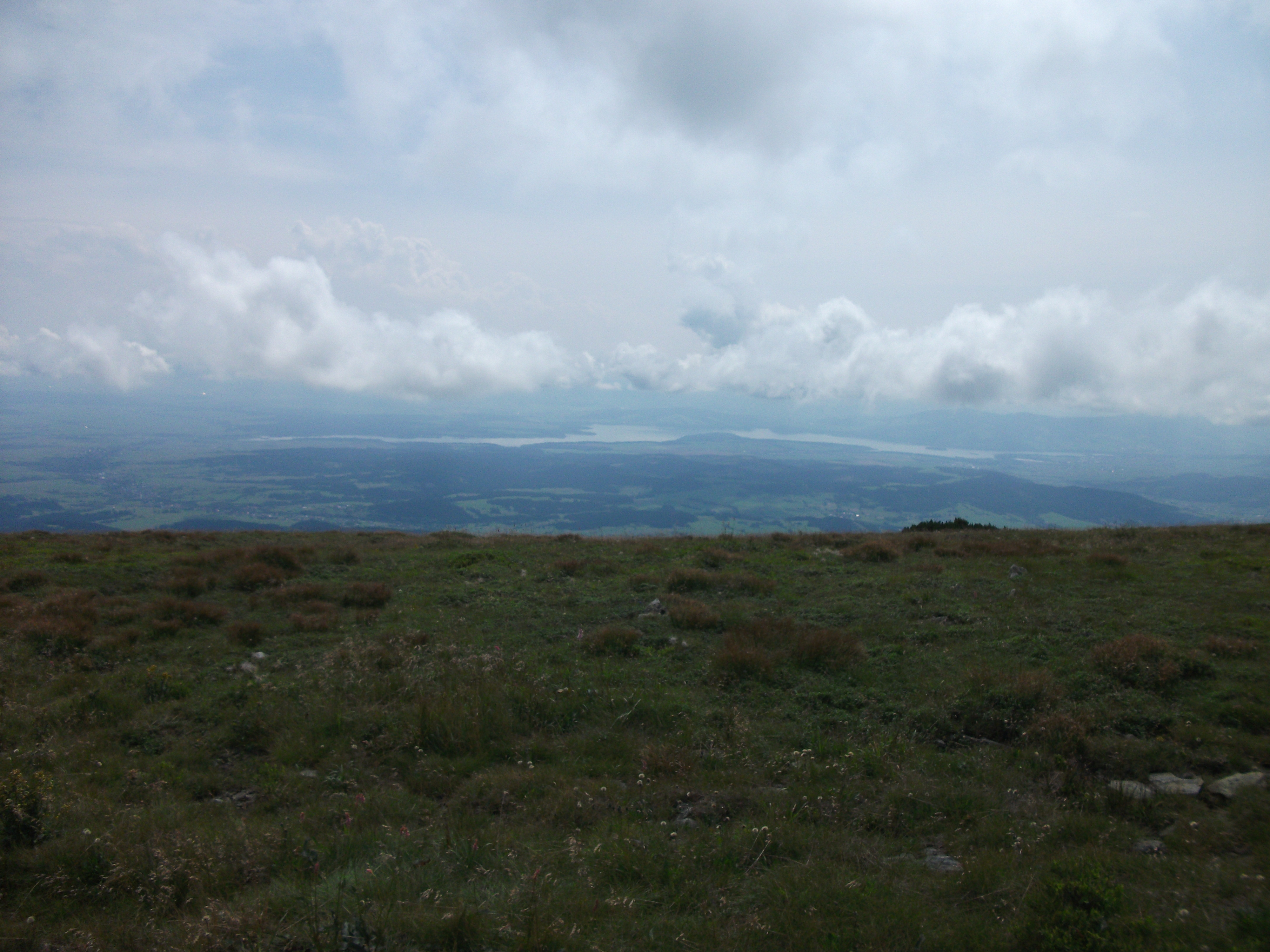
Widok na Jezioro Orawskie z Babiej Góry